# Attalea blepharopus
Attalea blepharopus är en enhjärtbladig växtart som beskrevs av Carl Friedrich Philipp von Martius. Attalea blepharopus ingår i släktet Attalea och familjen Arecaceae.
Artens utbredningsområde är Bolivia. Inga underarter finns listade i Catalogue of Life.